# جوزيف بيتر تومسون
جوزيف بيتر تومسون (بالإنجليزية: Joseph Angus Thomson)‏ هو سياسي أسترالي، ولد في 1856 في اسكتلندا في المملكة المتحدة، وتوفي في 1943.